# Пертшир

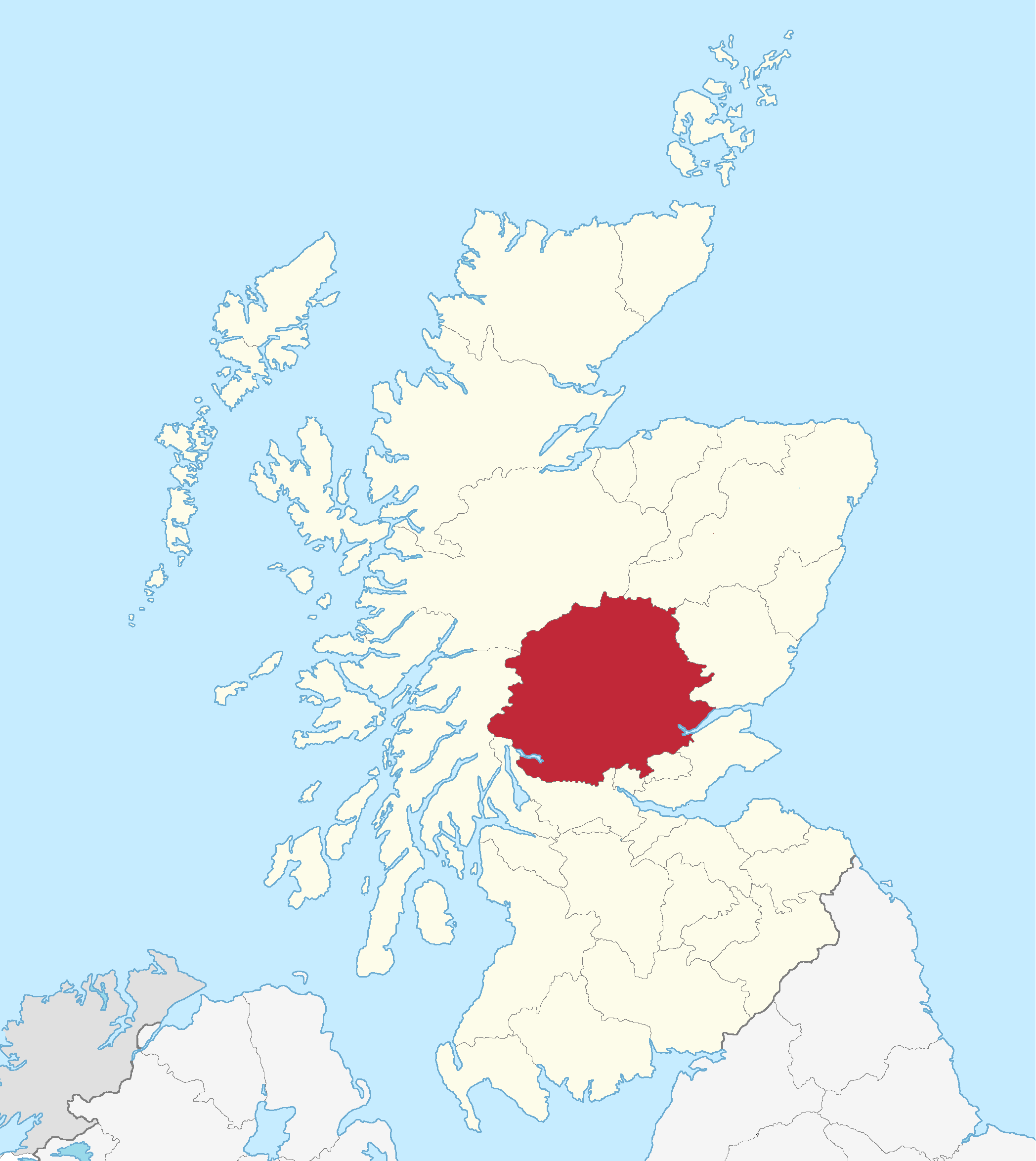
Традиційні кордони Пертшира

Пертшир (англ. Perthshire), офіційно графство Перт (англ. County of Perth, шотл. Coontie o Perth, шотл. гел. Siorrachd Pheairt) — реєстраційний округ у центральній Шотландії.
Існувало офіційно як графство в період з 1890 року по 1930 рік, з адміністративним центром у місті Перт. У період з 1890 по 1975 рік у Пертширі існувала рада графства.
З 1930 року графство було об'єднано з сусіднім графством Кінроссшир з утворенням загальної адміністрації. Остаточно графство було скасовано у 1975 році на підставі Закону Шотландії про місцеве управління 1973 року, його територія розділена між Центральним регіоном та Тейсайдом. Тим не менш, у цілях реєстрації прав земельної власності Пертшир все ще існує як «реєстраційний округ» територією 5300 км².